# أليكس هارفي
أليكس هارفي (بالإنجليزية: Alex Harvey) (و. 1988  م) هو متزحلق كندي، شارك في الألعاب الأولمبية الشتوية 2010، وبطولة العالم للتزلج النوردي على الثلج 2013 ‏، وبطولة العالم للتزلج النوردي على الثلج 2015، وبطولة العالم للتزلج النوردي على الثلج 2017 ‏، والبطولة النرويجية للاتحاد العالمي للتزلج على الثلوج 2011 ‏، والألعاب الأولمبية الشتوية 2014، وبطولة العالم للتزلج النوردي على الثلج 2009 ‏، والألعاب الأولمبية الشتوية 2018.
.

## روابط خارجية
- أليكس هارفي على موقع الاتحاد الدولي للتزلج (التزلج الريفي) (الإنجليزية)
- أليكس هارفي على موقع اللجنة الأولمبية الدولية (الإنجليزية)
- أليكس هارفي على موقع أوليمبيديا (الإنجليزية)
- أليكس هارفي على موقع اللجنة الأولمبية الكندية (الإنجليزية)